# Danh sách dòng sông ở Cuba
Dưới đây là danh sách các dòng sông ở Cuba. Tổng cộng có 33 dòng sông.

## Bờ Bắc
- Sông Mantua
- Sông Almendares
- Sông Yumurí
- Sông Canímar
- Sông Río de la Palma
- Sông Sagua la Grande
- Sông Sagua la Chica
- Sông Río Jatibonico del Norte
- Sông Caonao
- Sông Máximo
- Sông Saramaguacán
- Sông Toa

## Bờ Nam
- Sông Cuyaguateje (Guane River)
- Guamá
- San Diego
- Sông Mayabeque
- Sông Hanabana (Amarillas River)
- Sông Damují (Rodas River)
- Agabama (Manatí River)
- Sông Río Jatibonico del Sur
- Sông Jiquí
- San Pedro
- Sông Najasa (San Juan de Najasa River)
- Tana
- Sông Jobabo
- Sông Cauto River
  - Salado River
  - Sông Bayamo River
  - Sông Contramaestre River
- Sông Buey River
- Sông Guantánamo River
- Sông Jaibo River
- Sông Guaso River